# Solaris Valletta
Solaris Valletta, Solaris Valletta 11, Solaris Urbino 11.001 – autobus który był produkowany przez polską firmę Solaris Bus & Coach S.A. z Bolechowa koło Poznania w dwóch odmianach, jako model podmiejski lub międzymiastowy. Jak dotąd, powstały cztery sztuki.

## Model podmiejski

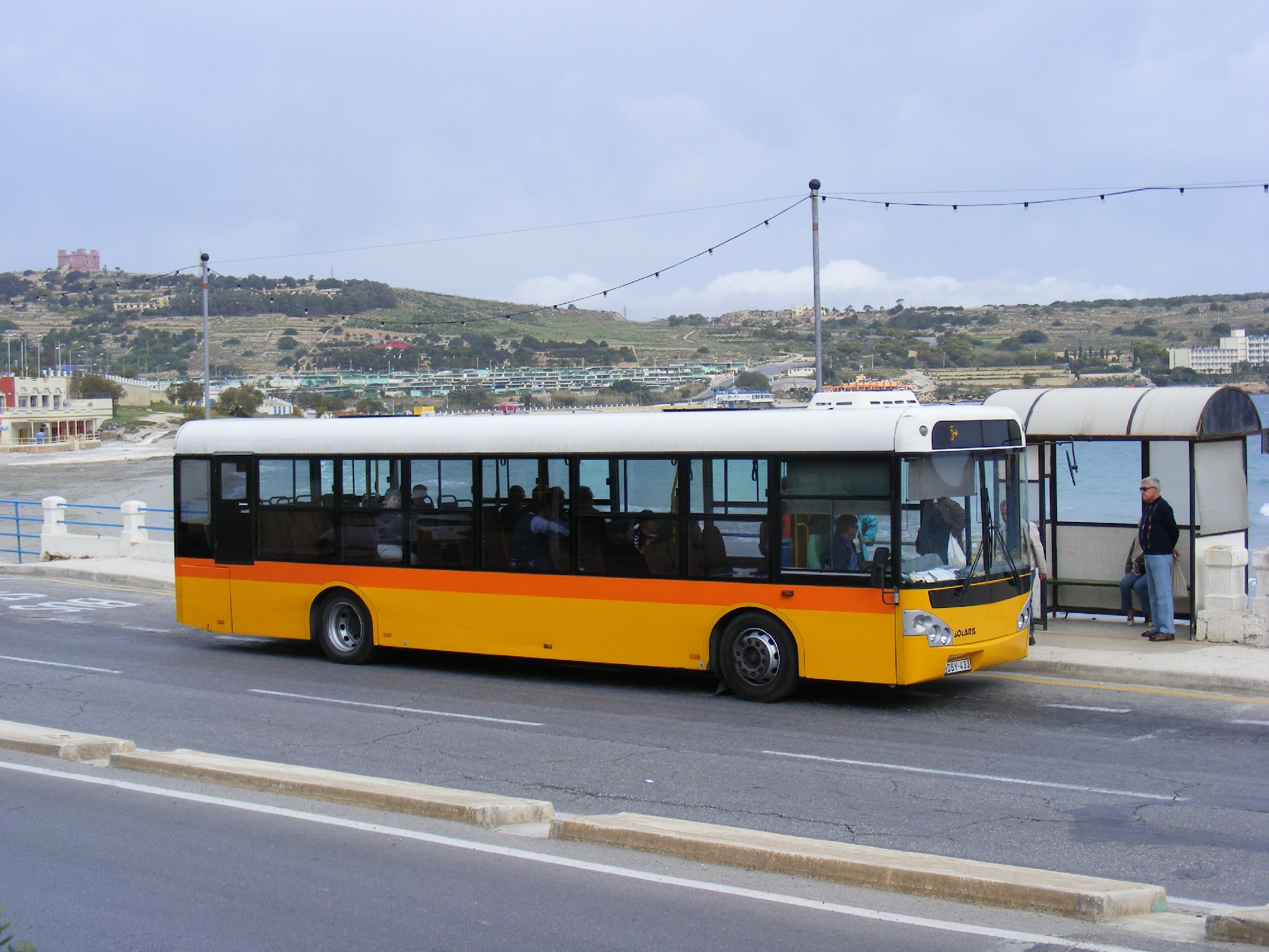
Solaris Valletta 11 z 2002 roku na Mellieħa Bay, Malcie

Pierwsza odmiana niskowejściowego modelu „Valletta” została wyprodukowana pod koniec 2002 roku i na początku 2003 roku dla firmy ATP (Assocjazzjoni Trasport Pubbliku) z Ħamrun, z przeznaczeniem dla stolicy Malty. Powstały jedynie 3 sztuki tych autobusów. Były one dostosowane do ruchu lewostronnego (RHD) obowiązującego na Malcie. Zastosowano w nich silniki Iveco NEF F4AE0681B Euro 3 o pojemności skokowej 5,9 dm³ i mocy maksymalnej 176 kW (240 KM), w wyposażeniu opcjonalnym był silnik DAF PF 183C o mocy maksymalnej 183 kW (250 KM), jednostka napędowa zblokowana została z 3-biegową automatyczną skrzynią biegów Voith Diwa 851.3. Silnik zamontowano na zwisie tylnym wzdłuż osi pojazdu, moc przenoszona jest na klasyczną osią tylną typu ZF A-132. W zawieszeniu przednim zastosowano oś portalową ZF RL 85A. Szkielet autobusu i jego poszycie zewnętrzne wykonano ze stali nierdzewnej 1.4003. Jednoczęściową ścianę przednią wykonano całkowicie z tworzyw sztucznych wzmacnianych włóknem szklanym, dzielona szyba przednia jest wklejona. Ściana tylna składa się z plastikowego pasa nadokiennego, szyby wklejanej bezpośrednio w konstrukcję nadwozia oraz aluminiowej pokrywy silnika. 41 sztywnych foteli firmy Astromal umieszczono na podestach, 4 fotele części niskopodłogowej mają składane siedziska. Dzięki temu można wygospodarować przestrzeń przeznaczoną do zamocowania wózka inwalidzkiego. Pod podestami siedzeń znajduje się zbiornik paliwa i zbiorniki sprężonego powietrza. Ponad nadkolem prawego koła jest tablica rozdzielcza instalacji elektrycznej. Deska rozdzielcza została znacznie uproszczona. Wentylację wnętrza zapewniały dwa elektrycznie sterowane luki dachowe i 10 przesuwnych okien bocznych o części przesuwnej obejmującej niemal połowę ich powierzchni. Ze względu na warunki klimatyczne autobus był pozbawiony grzejników konwektorowych i nagrzewnic.

## Model międzymiastowy

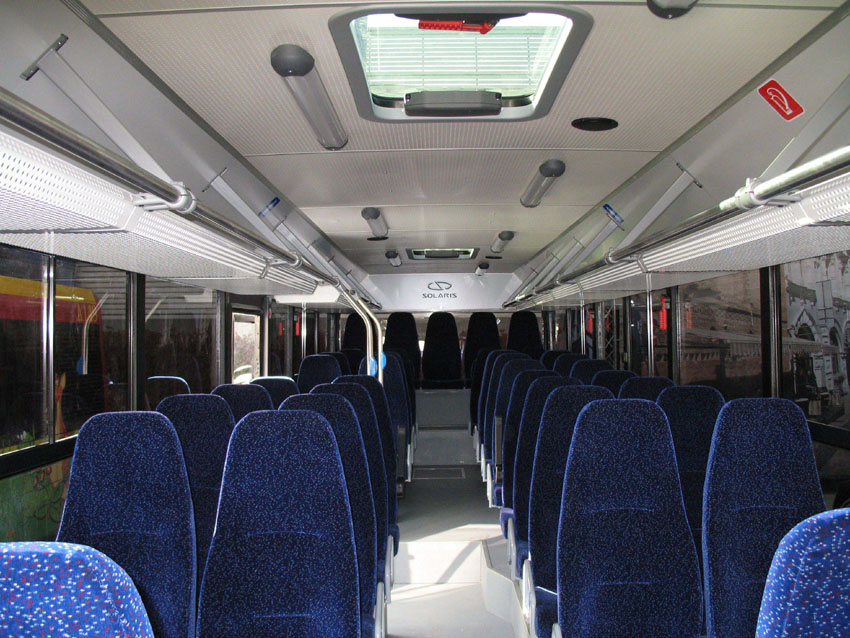
Wnętrze Solarisa Valletta 11 z 2007 roku

Druga odmiana to średniopodłogowy model międzymiastowy zaprezentowany po raz pierwszy we wrześniu 2007 roku na targach Transexpo w Kielcach. Powstał by zbadać preferencje klientów autobusów międzymiastowych. Gdyby spotkał się z zainteresowaniem miał być produkowany od 2008 roku. Jednak najpóźniej jesienią 2008 roku sprzedano jedyny prototypowy egzemplarz testowy do firmy Marco Polo Wrocław. Nie rozpoczęto produkcji seryjnej ze względu na brak zamówień. Autobus posiada manualną skrzynię biegów ZF Ecolite, półki bagażowe wewnątrz pojazdu i luki bagażowe pod podłogą. Dla tej odmiany opracowano nowe miejsce pracy kierowcy. Posiada ono szkielet i dużą część oblachowania ze stali nierdzewnej, uzupełnionej przez elementy wykonane z aluminium. Do napędu pojazdu zastosowano silnik Cummins ISBe4 300 o mocy maksymalnej 221 kW (300 KM). Prototyp zaprezentowany na Transexpo 2007 do lata 2008 roku był wykorzystywany jako autobus testowy u potencjalnych odbiorców.
Autobusy w obu wersjach były stylizowane przez polską firmę stylistyczną Nc.Art z Sękocina Starego koło Warszawy. Graficznym symbolem tych autobusów jest ptak Merill.
Doświadczenia zebrane przy projekcie i testowaniu modelu Valletta zaowocowały w zaprezentowanym jesienią 2009 roku modelu Solaris InterUrbino 12.